# QinetiQ
QinetiQ (si legge kɪˈnɛtɪk, come in kinetic, il nome inglese dell'energia cinetica) è una azienda britannica del settore difesa, quotata in borsa e tra le aziende sulle quali si basa l'indice azionario FTSE 250. Il gruppo comprende QinetiQ EMEA (Europe, Middle East and Australasia) e QinetiQ North America.
Tra i suoi prodotti, robot sminatori, palloni aerostatici da rilevamento, UAV. Attiva anche nel campo della ricerca navale.

## Prodotti
- Agile C2
- AWARD Software
- Cassandra
- FootSee
- Ocellus S100
- Ocellus T100
- OptaSense
- Paramarine
- Q20 HD GPS
- SPO-20
- StableEyes
- Talon
- Tarsier
- The Portal
- Vision 600
- X-Net
- Zephyr